# Нажотт-Вильбушевич, Мария
Нажотт-Вильбушевич Мария  (фр. Marie Nageotte-Wilbouchewitch, 9 февраля,1864, Белосток — 30 мая 1941, Париж ) — французский врач еврейского происхождения, пионер в области педиатрической ортопедии. Также — музыкант и популяризатор русской музыки и литературы во Франции.

## Биография
Родилась в городе Белосток в зажиточной еврейской семье. Отец — владелец аптеки, Осип Бениаминович Вильбушевич. Мать — Паулина Юдовна Перлис. Имела трёх братьев и сестру. Известная революционерка и еврейский общественный деятель — Маня Шохат (Мария Вильбушевич-Шохат, 1879—1961) являлась её двоюродной сестрой.
Поскольку тогда высшее медицинское образование было недоступно для женщин в России, в 1882 году выехала в Париж и поступила на медицинский факультет Парижского университета. В сентябре 1888 года Мария Вильбушевич была принята в интернатуру и через 4 года её закончила. В декабре 1891 года она вышла замуж за своего коллегу — Жана Нажотта (Jean Nageotte) и позднее получила французское гражданство. В 1893 году Мария защитила докторскую диссертацию по антисептическому лечению ожогов.
После защиты диссертации вела общую медицинскую практику у себя дома, в Париже и бесплатно работала ассистентом хирургического отделения в общественной детской больнице Парижа (Hôpital Necker-Enfants malades). В 1905—1920 гг. она руководила гимнастическим залом больницы. Совершенствуясь в лечении сколиоза и кифоза, Мария является пионером в области педиатрической ортопедии. В 1930 году Мария Нажотт-Вильбушевич стала главой Педиатрического Общества Франции. В годы I и II мировой войн работала врачом в военном госпитале Валь-де-Грас в Париже.
В свободное от работы время Мария играла на фортепиано, писала музыкальные произведения, переводила на французский язык стихи Михаила Юрьевича Лермонтова.
Она умерла в Париже 30 мая 1941 года и была похоронена на кладбище Монпарнас, в склепе семьи Нажотт.

## Семья
- Муж Жан Нажотт (1866-1948) – известный французский невролог и нейроанатом;
  - дочь Лиза (1897-1957)
  - дочь Маргарита (1899-1982)
  - сын Эжен